# Essentialisme
Essentialisme (lat. essentia: væsen) er den ontologiske position, at alt har en virkeligt eksisterende essens, og at det er sådanne essenser (ikke enkelttingene), som egentlig udgør virkeligheden. En essens i denne forstand er en bagvedliggende idé eller plan, siger Aristoteles.
Essensialistiske filosoffer antog fx, at der fandtes en essens «hest», og at de enkelte heste kun er «kopier» af denne essens. Kopierne kan ligne essensen mere eller mindre, dvs. være mere eller mindre fuldkomne, men er aldrig identisk med den og derfor aldrig perfekte. Ifølge denne position er altså kun essensen (universalet hest) reel, mens partikularerne (de enkelte heste) blot eksisterer gennem essensen.
Essentialisme kan eksemplificeres med Platons hulelignelse:
- Vi lever i en hule, og alle de ting vi iagttager er blot skygger af essenserne som befinder sig uden for huleåbningen – og dermed uden for vores rækkevidde.
- Kun guderne har tilgang til ideerne bag tingene, essenserne.

Hvad biologiske arter angår repræsenterer Charles Darwins bog Arternes oprindelse fra 1859 en kritik af essentialismen.